# Dominique Nzeyimana
Dominique Nzeyimana is een Belgisch auteur, journalist, producer en podcast-uitzender. Ze interviewde bekenden uit de mode, kunst, muziek,  design en cultuur, waaronder Walter Van Beirendonck, Pharrell Williams, Steve McQueen, Inge Grognard, Virgil Abloh, Futura 2000, Willy Vanderperre, Tremaine Emory en Kara Walker. Haar interview-podcast over mode, muziek en cultuur The Most werd opgericht in 2019 en wordt omschreven als een platform voor "interviews op een hoger niveau" met gasten als ontwerper Glenn Martens van Y/Project en Diesel, Walter Van Beirendonck, Elodie Ouedraogo, Charlotte Adigéry, Guillaume 'Gee' Schmidt, Adil en Bilall.

## Carrière
Nzeyimana begon haar carrière in de studio's van MTV Europe in Londen en België waar ze zich van stagiair tot senior producer opwerkte. In 2007 richtte ze samen met haar man Stefaan Pauwels het content- en communicatiebureau KNOTORYUS en haar eigen contentplatform KNOTORYUS.com op, dat in 2009 viraal ging na een blogpost-vermelding van Kanye West.
Als journalist heeft Nzeyimana bijgedragen aan publicaties als ELLE België, De Morgen, De Standaard, De Tijd en het door Walter Van Beirendonck gecreëerde tijdschrift van de Antwerpse Modeacademie.
Sinds 2019 host en produceert Nzeyimana de interviewpodcast The Most over mode, muziek en cultuur. De podcast wordt gedownload in meer dan 80 landen en werd door Spotify gerankt bij de 10% meest gedeelde podcasts van 2022.
In 2020 verscheen de monografie en "zeldzame retrospectieve", 'I'll Wear It Until I'm Dead - The SONG Fashion Archives', waarvoor Nzeyimana bijdragen en interviews vastlegde met Martin Margiela, Dries Van Noten en Paul Harnden Shoemakers.
In 2023 werd Nzeyimana benoemd tot onafhankelijk bestuurslid van Flanders District of Creativity.